# 정윤식(한글서예장)
정윤식(한글서예장)은 대한민국 전라남도 강진군 강진읍에 있다. 2010년 3월 3일 강진군의 향토문화유산 제36호로 지정되었다.

## 개요
정윤식 약력(1944.9.3.) 
- 1984년 제1회 세종미술대상전 서예부분 입선 
- 1984년 제2회 한국미술 84 대제전 서예부분 특선 
- 한국한글서예가모임 정회원 
- 한중일 서예순회전 출품 
- 2009 제주세계예술공원 조성 시비 서예작품 증정(강진군 대표서예가)